# Omocerina orientalis
Omocerina orientalis är en fjärilsart som beskrevs av Sergius G. Kiriakoff 1946-1949. Omocerina orientalis ingår i släktet Omocerina och familjen tandspinnare. Inga underarter finns listade i Catalogue of Life.